# Geraldo Ribeiro de Sousa Resende
Geraldo Ribeiro de Sousa Resende, primeiro e único Barão Geraldo de Resende e de Iporanga, (Rio de Janeiro, 19 de abril de 1846 — Campinas, 1 de outubro de 1907) foi um nobre brasileiro e proprietário rural.

## Introdução
Geraldo Ribeiro de Sousa de Resende nasceu dia 19 de abril de 1846 na cidade do Rio de Janeiro. Era filho de Estêvão Ribeiro de Resende, o Marquês de Valença e de Ilídia Mafalda de Sousa Queirós; neto paterno do Coronel Severino Ribeiro (de família lisboeta) e de Josefa Maria de Resende; por esta, bisneto de João de Resende Costa e de Helena Maria de Jesus, a “Terceira Ilhoa”. Casou-se, em 1876, com sua prima materna Maria Amélia Barbosa de Oliveira, filha do Conselheiro Albino José Barbosa de Oliveira - presidente do Supremo Tribunal de Justiça. Ele teve seis filhos, dos quais apenas três filhas conseguiram crescer, sendo elas: Amélia, Elisa e Marieta de Resende, sendo Amélia de Resende Martins a mais notável dentre as três, autora de “Um Idealizador Realizador”, uma espécie de biografia de Geraldo.

## Primeiros anos e formação
Geraldo provinha de uma família muito rica, que por parte de seus avôs, possuía diversos imóveis dentro e fora do Rio de Janeiro, sua cidade natal. Ele perdeu o pai quando tinha 9 anos, e desde então, fora criado pela mãe e seus irmãos mais velhos: Severino, Etienne e Pedro. Geraldo iniciou seus estudos no Collegio Köpke, no Rio de Janeiro. Fora muito inteligente e ativo, embora não fosse estudioso, sendo conhecido por suas travessuras quando criança.
Sua primeira comunhão fora realizada em Paris, na igreja de la Madeleine em 25 de abril de 1861. É na Europa também que ele continua seus estudos, frequentando diferentes colégios e professores particulares, sendo de conhecimento que ele já estudou em Bruxelas, Londres e Coimbra; retornando ao Brasil novamente apenas em dezembro de 1864. Geraldo tinha grande habilidade ao falar, além do português, francês e inglês.
Entre 1865 e 1867, Geraldo se muda para uma casa própria em São Paulo a fim de se preparar para ingressar na Academia de São Paulo do Convento de São Francisco, estudando no Collegio dos Jesuitas. Entretanto, Geraldo não se forma e tampouco ingressa na Academia - sua avó, percebendo seu talento para a lavoura, lhe dá a direção de uma fazenda em São Paulo, sendo esta a fazenda de Santa Genebra, se estabelecendo nela definitivamente em 1870.

## Fazenda Santa Genebra

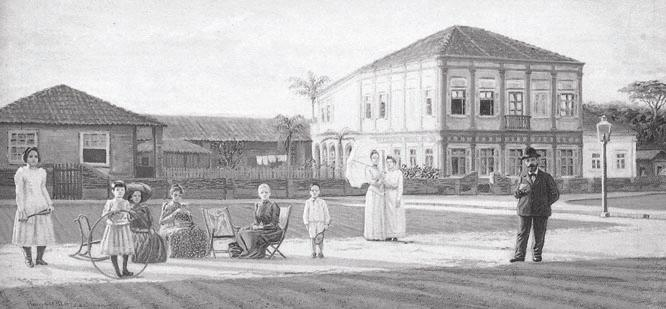
Geraldo Resende e sua família em frente à casa da Fazenda de Santa Genebra

A Fazenda Santa Genebra possuía 1.250 alqueires de terra e fora herdada por Geraldo Resende como herança de sua avó materna em 1870, onde se tornaria a maior fazenda produtora de café do estado de São Paulo.
As terras da fazenda estão entre a depressão periférica e o Planalto Atlântico paulista. Zona de terra roxa, ideal para a cafeicultura, a região do distrito foi primeiramente com fazendas de cana de açúcar desenvolvidas nas antigas sesmarias e passou a ter uma intensificação agrícola com a chegada das plantações de café na 2ª metade do século XIX. A fazenda também possuía uma grande variedade de tipos de café, aliados à sua excelente qualidade.
Santa Genebra destacou-se por seu pioneirismo em grandes e constantes inovações no campo da agricultura, participando de diversas exposições agrícolas. Associando-se aos agrônomos e técnicos do IAC - Instituto Agronômico de Campinas, o Barão fez da fazenda uma espécie de propriedade modelo no campo da cafeicultura, possuindo os mais modernos processos agrícolas que existiam no século XIX. A fazenda era considerada como “internacional” devido à sua maquinaria avançada e a utilização de métodos agrícolas dos Estados Unidos, como por exemplo, as máquinas de tração animal, que apenas chegaram de fato ao Brasil no final da década de 40.
Os escravos funcionaram como a mão-de-obra básica para tocar os cafezais. A relação de Geraldo e a família com os escravos se dava através do capataz "Toninho"  que era um escravo que  ja administrava a fazenda e os escravos em 1870  e com sua esposa a escrava "Felicidade". Ambos  foram alforriados em 1884 e  Toninho continuou como cocheiro do Barão até sua morte em 1904. Mas Amélia diz que a relação com os escravos era  “amigável”, no âmbito que ele como senhor não tinha um hábito frequente de carregar punições severas, apadrinhando seus escravos, inclusive os caiamborás (escravos fugidos), para que não fosse necessário “usar da severidade”. Geraldo também era conhecido por financiar os banquetes das festas dos escravos na fazenda, que consistiam em danças e músicas típicas dos escravos após o jantar. Muito antes da lei de abolição, na fazenda já havia sido implementada a libertação gradual, tendo permanecido em Santa Genebra apenas os escravos antigos, agora homens livres, que tinham sua casa própria dentro da fazenda, possuindo os mesmos direitos dos trabalhadores imigrantes. Entretanto, certos relatos orais de outras partes da cidade - e desconhecidas na região da Fazenda - faladas por frequentadores do Cemitério de Campinas ,falam que Geraldo tinha fama de carrasco, mas até o momento não existiu qualquer comprovação disso . Pelo contrario, as únicas comprovações que se tem são do livro de Amélia Resende Martins que narra o apoio e carinho de seu pai com os escravos . Ao contrario de uma relação tensa e com brigas com familias de italianos.
Com o movimento abolicionista, foram instalados nas antigas senzalas os imigrantes italianos, portugueses e espanhóis que cuidavam dos cafezais com o trabalho familiar. Em Santa Genebra, os primeiros trabalhadores europeus provinham de uma colônia alemã. Com a substituição da mão-de-obra escrava para os europeus, as festividades da fazenda tomam outro caráter, e já não são mais organizadas ou financiadas por Geraldo, que deixa com que os trabalhadores celebrem suas festividades e crenças entre eles. Com a chegada dos europeus, sendo muitos deles analfabetos, Geraldo abre uma pequena escola na fazenda, tendo aulas no período da manhã para crianças e no período noturno para adultos, sendo sua esposa Maria Amélia a professora.
A casa da família na fazenda era "de pau a pique, tinha muitos quartos e salas, porém simples”. Ainda que a casa fosse julgada pela autora como simples, ela confirma a existência de móveis e objetos de decoração requintados em seu interior, passados de geração à geração ou adquiridos em viagens realizadas ao exterior por seus familiares. A sala de jantar era ligada a copa, que dava acesso ao quarto das criadas e ao jardim. Dentre outros cômodos, se destacam o escritório de Geraldo, a “sala de administração” e uma adega. A transformação inicial do sobrado sede de Santa Genebra se dá quando Geraldo fica noivo e, a fim de receber sua esposa, se inicia a construção de um lar confortável em substituição da casa antiga da fazenda.

## Barão Geraldo Resende e vida política
Geraldo ingressa na política em 1882, período de grande tensão da campanha republicana, com objetivo único do engrandecimento do município pelo desenvolvimento da lavoura. Em 1884, ele é eleito presidente do Diretório do Partido Conservador, posto que ele ocupou até o fim da monarquia. Em 1885, ele se candidata para representar o 7º Distrito de São Paulo no Parlamento, porém ele desiste da vaga por motivos incertos. Em 1886, ele entra para a Câmara dos Deputados, constando primeiramente como Comendador Geraldo Ribeiro de Sousa Resende.
Em 19 de janeiro de 1889, Geraldo recebe o título de Barão de Iporanga, assinado por D. Pedro II, e depois, modificado para Barão Geraldo de Resende a seu pedido. Geraldo tinha uma grande proximidade com D. Pedro II, sendo considerado “devotadíssimo” ao Imperador, tendo em sua residência um “grande retrato a óleo de D. Pedro II”. No mesmo ano, Geraldo se desliga da União Conservadora e passa a agir como um “conservador independente”, tomando chefia da causa monárquica. Com a Proclamação da República em novembro, Geraldo retoma aos cuidados da fazenda exclusivamente. Amélia Martins também retrata o dia da Proclamação da República como uma “tragédia” e a reação de Geraldo ao receber a notícia lhe causou “[...] exclamações de dor e de espanto lhe escaparam os lábios” e “[...] Acabando de ouvir as sensacionais notícias, deixou o telefone, cahiram-lhe os braços num gesto de desalento e voltando-se para minha mãe proferiu duas palavras apenas: ‘a Republica!’”.
Em 1898, com a baixa do café, ele propõe ao Governo um projeto de valorização, cujos pontos consistiam principalmente na redução de impostos e na acessibilidade da exportação, que não foi aceito. Seu último ato político se dá em 1905, quando ele é nomeado membro de uma comissão de agricultura.
Seu relacionamento no meio político é visto como tranquilo, visto que não possuía nenhuma inimizade ou participação em brigas, e suas conexões não se limitavam à visão ideológica escolhida por ele, tendo então diversos amigos que apoiavam a República, muito bem recebidos em visitas à Santa Genebra. Eram também raras as situações em que seu nome se encontrava envolvido em registros políticos, em exceção para homenagear seu trabalho como agricultor.

## Estrada de Ferro Funilense

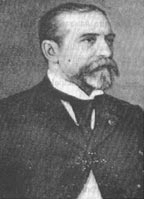
Barão Geraldo

Ao final do século XIX, a Fazenda do Funil, que era propriedade da Companhia Sulbrasileira, cujo dono era o Barão Geraldo; passa a ser uma das área que vai compreender a criação em 1890 de uma estrada de ferro ligando aquelas terras à Campinas, visando o impulsionar o desenvolvimento, além de fornecer um transporte que facilitasse a vida dos colonos que trabalhavam nas fazendas. O café correspondia a 13,91% da produção nacional de café em 1854, e a 29%, em 1886. Visando tal projeto, em 1890, é criada a Companhia Carril Agrícola Funilense pelo Barão Geraldo e outros dois sócios, sendo o mesmo presidente da Companhia desde sua inauguração até a companhia ser encampada pelo Governo .
As primeiras obras se iniciam em 1891, porém, devido a diversos fatores externos como a epidemia de febre amarela em Campinas, a dificuldades financeiras devido ao alto custo do projeto e as primeiras variações do mercado cafeeiro, o projeto é interrompido.
O empreendimento só começa a obter sucesso quando Campos Sales, grande amigo de Resende e o mais alto representante da lavoura paulista, assume a presidência da Província de São Paulo. O capital proveniente da consolidação do complexo cafeeiro permitiu que a elite pudesse reivindicar melhorias na vida urbana. Com o objetivo de criar burgos agrícolas, Sales dá continuidade ao projeto, criando também na região o primeiro núcleo colonial, sendo chamado de Núcleo Colonial Campos Sales. Com a fundação do Núcleo Colonial, a Companhia Carril recebe uma quantia de duzentos e cinquenta mil réis para investir na estrada ferroviária.
A chamada Estrada de Ferro Funilense percorria 43 km, partindo da Fazenda Funil até o Centro de Campinas. Suas principais estações eram: Guanabara, Santa Genebra, Deserto, José Paulino, Engenho, João Aranha e Funil. A estação Funil também era conhecida como Barão Geraldo, sendo um ponto terminal.
Com o fim da Companhia Carril Agrícola devido ao cancelamento de contrato em 1905, a Estrada de Ferro Funilense fora encampada pelo Estado em 1908 e desativada em 1960, tendo seus trilhos retirados.

## Últimos anos

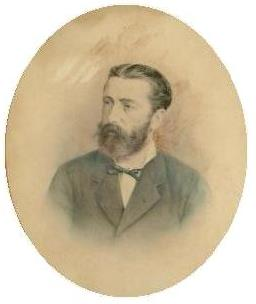
Retrato de Geraldo Ribeiro de Sousa Resende

Todas as realizações do Barão tiveram um alto custo. A manutenção de um alto padrão de vida aristocrático, o desenvolvimento excepcional de Santa Genebra até os investimentos na Companhia Carril, levaram Geraldo à falência. O café já não mais sustenta os custos da fazenda, e para regulamentar sua situação, Geraldo realiza um grande empréstimo. A fazenda passa a vender seus produtos de pequena lavoura, no entanto, a oscilação do mercado não permite uma rota segura de orientação. Em 1902, um dos seus últimos investimentos recaem no plantio da aramina, que seria de grande valor para a indústria têxtil. Porém, o cultivo da aramina fora um verdadeiro fracasso. Os anos de 1901 e 1902 foram terminais para a economia do café, e os anos seguintes foram agravando cada vez mais essa prática. A fim de quitar suas dívidas, ele se vê obrigado a vender sua fazenda à Lins de Vasconcelos.
Geraldo teve sua saúde debilitada devido à tristeza dos fatos, e em 1 de outubro de 1907 ele vem a falecer na própria fazenda, suicidando-se ao ingerir veneno.
Ele foi enterrado no Cemitério da Saudade de Campinas, na Avenida das Palmeiras, área principal do cemitério, dedicada ao sepulto de personalidades históricas de Campinas. Seu túmulo é de uma composição triangular, extenso na base e reduzidas as dimensões em direção ao céu até chegar ao topo da cruz latina. Junto à cruz, há uma escultura, estando a Alegoria da Saudade sentada sobre o caixão. Todas as peças do mausoléu são feitas de mármore Carrara.

## Análise
A importância do Barão Geraldo se estende ao longo da história de Campinas, principalmente se tratando da Fazenda Santa Genebra. A história de Geraldo se entrelaça intimamente com a da fazenda, ao ponto em que sua filha descreve que “Santa Genebra e meu pae se confundem! Santa Genebra era meu pae, porque meu pae era a alma de Santa Genebra!”.
Os êxitos de Resende estão ligados ao desenvolvimento agrícola do café por ele comandado e  proporcionado durante o período colonial, tendo grande importância econômica e histórica em Campinas. Seu nome é homenageado com vários pontos da cidade, sendo o mais relevante o distrito Barão Geraldo, onde está localizada a Universidade Estadual de Campinas (Unicamp).
Outro motivo de importância associado a figura do barão é em sua figura como senhor de escravos. Fora dentro de sua fazenda que se incentivaram e cultivavam festas que fazem parte da cultura negra, cuja importância histórica se intensifica ao ser um fato que Campinas passa por um processo de embranquecimento e europeização do povo, como no resto do pais 

### Títulos nobiliárquicos
- Por decreto de 19 de janeiro de 1889, recebeu de Dom Pedro II o título de barão de Iporanga, que a seu pedido foi modificado, em 19 de junho de 1889, de para barão de Geraldo de Resende.[3]

Armas do Barão Geraldo de Resende

### Brasão de Armas
Escudo ibérico esquartelado:
- O primeiro e o quarto: de blau com um leopardo rampante de argente, armado de jalde, e chefe do mesmo carregado de três estrelas de goles alinhadas - Armas de Damião Dias da Ribeira[14];
- O segundo também esquartelado, sendo o primeiro e o quarto de argente, com cinco escudetes de blau postos em cruz, cada escudete carregado de cinco besantes do primeiro esmalte, postos em sautor;  o segundo e o terceiro de argente, e com um leão de púrpura – Armas dos Sousas do Prado[14];
- O terceiro de jalde, com duas cabras de sable, gotadas do campo e passantes, uma sobre a outra - Armas dos Resendes. Coronel de barão[14].
- Timbre: o leopardo das armas, com uma estrela de goles na espádua; e por diferença, uma brica de blau com um lírio de jalde. (Brasão passado em 27 de Junho de 1870. Reg. no Cartório da Nobreza, Liv. VI, fls. 108).[14]